# 景昌極
景昌極（1903年—1982年4月3日），字幼南，江蘇泰州人、中國哲學家、佛學家、教育家，為學衡派代表人物。他與熊十力、梁啟超、梁漱溟等中國思想家均對唯識論有深仕的研究與貢獻。而其通曉的學問圍繞哲學、文學、邏輯學、語言學等課題。

## 背景
景昌極初名奕昭，後改名昌極。他一生致力從事教育事業和哲學研究。1919年9月，他入讀南京高等師範學校文史地部，王庸、繆鳳林、張其昀、陳訓慈、周光倬、範希曾、張廷休、方培智、胡煥庸、徐震堮、夏崇璞（蘊文）、何惟科、錢堃新、陸鴻圖、劉文翩、王玉章、王勤堉（鞠侯）均為其同學。景昌極師承史學家柳詒徵。由於他天資卓絕，所以文史哲俱精通。另一方面，他曾與柳氏等人合辦《史地學報》和《文哲學報》。1922年，他畢業於南京高等師範學校。 1923年1月，景氏與繆鳳林考入南京支那內學院，師從歐陽竟無研究唯識學。同年8月便畢業。1923年9月，他經吳宓推薦而獲聘任爲瀋陽東北大學哲學系講師講解唯識學。及後他升爲教授，並同時兼任歷史系教授。1925年，國立東南大學爆發學潮，柳詒徵出走，又與繆鳳林和景昌極等人會合。1928年9月景昌極歸鄉。1929年1月，他獲聘為成都大學哲學及歷史系教授。1931年9月任国立中央大学教授。至1936年9月，他擔任杭州浙江大學教授，但於1937年9月再次歸鄉。1939年9月，他擔任泰州時敏中學校長到1940年12月辭職。1945年9月，景昌極成為南京臨時大學先修班教師。翌年9月，他獲聘為武漢大學教授。1947年9月，再成為安慶安徽大學教授。兩年後，景氏在江蘇省立泰州中學教書。他在1956年被評爲一級教師和省優秀教師。其後在1961年，他出任揚州師範學院教師，直至1965年因病退休。

### 學術見解
景昌極是現代學派學衡派其中一個代表人物，自《學衡》創刊起，他與繆鳳林的撰稿佔最多。在文學上，他主張「將道德上的善置於文學標準的首位」。他又曾言：「以文章美惡論，本無所用其疑與信，惟以善之於人，較美尤要，則有時吾人不得不以疑信道德制度之標準，從而疑之信之。蓋美者一人一時之善，善者多人多時之美，多人多時者，自較一人一時者尤爲要耳。」由此反映其對文學創作與個人道德的觀點。此外，景昌極也對柏拉圖思想的實質性作出批判。
而在中國佛教近代史上，他深入研究佛教理論，且撰寫有關法相唯識學的科學轉化與詮釋的篇章。不論治學或進行學術研究，景昌極以為「我於道德，主明辨而篤行；於科學主博學審問而慎思；於一切不根經驗，無稗實際之神學與玄學，主探賾索隱，正名析辭，務使其水落石出，而一無遁形。」由此反映其嚴謹的治學態度。1928年，他在《學衡》發表《見相別種辨》，曾經引起佛學界的爭論。
另外，景氏對於中華民國年代的教育有自己獨有的見解。例如他以為當時的中國教育沒有具備高尚理想的修養，也沒有純正的和理智的訓練。因為中國教育缺少自身的靈魂，故此他認為大學的教育學系應與哲學系融為一體，當中以哲學為主，教育為次。而大學的文學系亦應採取同一做法，在融合為文哲院系之後以哲學為主要教授的學科。為使大學生不像美國大學生般流於只學習實用主義（即科學運用），大學適宜設立哲學研究所。一切都是要以人文主義為本。加上，這體現了景昌極不主張實用主義的看法。事實上其教育主張不只限於大學教育，亦都涵蓋到中學及小學範圍，比如他提出學生之選讀文章可以拓展至議論文及講解義理的文章範疇，同時去除記叙文及應酬文（即贈序、雜記之類的文學作品），以增加學生思考的過程。而且，不論大學還是中學，歷史科的內容分別要包括思想史以及文化史。至於小學部分，意思淺要的格言和名人故事可以作為課程的一部分。

## 著作
景昌極的著作甚豐，如《哲學論文集》、《哲學新論》、《人生哲學序論》、《名理新探》等。亦曾與學者郭斌龢合譯《柏拉圖對話集選篇》和與錢堃新合譯《溫楷斯德（溫徹斯特）文學評論之原理》。
另有著作如下：
1922年：
- 《蘇格拉底自辨文》 (學衡(上海 第3期)
- 《柏拉圖語錄之二‧克利陀篇》 (學衡 第5期)
- 《中國心理學大綱》 (學衡 第8期）
- 《柏拉圖語錄之三‧斐都篇》 (學衡 第10，20期)

1923年：
- 《廣樂利主義》 (學衡 第13期)
- 《唯識志疑一‧見相別種辨》 (學衡 第18期)

1924年：
- 《唯識志疑二‧唯識今釋補義》 (學衡 第25期)
- 《佛法淺釋導言》 (學衡 第29期)
- 《消遣問題》 (禮樂教育之真諦 學衡 第31期)
- 《相別種未釋之疑》 (學衡 第33期)
- 《評郭任遠人類的行爲》 (學衡 第35期)

1925年：
- 《佛法淺釋之一‧評進化論》 (生命及道德之真諦 學衡 第38期)
- 《信與疑》(真僞善惡美醜之關係) (學衡 第47期)

1926年：
- 《佛法淺釋之一‧苦與樂》 (學衡 第54期)
- 《實踐與玄談》 (學衡 第57期)
- 《鹧鴣天‧再寄碧柳西安圍城》 三首 (學衡 第57期)
- 《因與果》(神學玄學科學之異趣) (學衡 第58期)

1928年：
- 《論心與論事》 (學衡 第62期)
- 《文學與玄學序論第一節真善美與存在》，第二節 (學衡 第63期)

1929年：
- 《性與命》(自然與自由) (學衡 第67期)
- 《人生哲學序論》 (學衡 第69期)

1931年：
- 《知識哲學》 (學衡 第75期)

1932年：
- 《悼亡雜記》 (學衡 第78期)
- 《孔子的真面目》 (國風 第1卷3期)
- 《道德與社會革命》 (國風 第1卷7期)

1933年：
- 《宗教詹語》 (文藝叢刊（南京）第1卷1期)
- 《悼亡雜記》 (國風 第2卷2期)
- 《單子論》 (國風 第2卷6期)
- 《許思園著人性與人之使命》 (圖書評論(南京)第1卷12期)

1934年：
- 《萊布尼茲單子論譯序》 (國風 第4卷1期)

1936年：　 
- 《說四維》 (國風 第8卷3期)
- 《新理智運動爭議》 (國風 第8卷4期)
- 《述佛法中之四紀答》 (國風 第8卷4期)
- 《新理智運動爭議(下)》 (國風 第8卷5期)
- 《印度密教考》 (國風 第8卷5期)
- 《缺少靈魂的現前教育》 (國風 第8卷6期)
- 《新理智與舊理想》 (國風 第8卷6期)
- 《理智與熱忱》 (國風 第8卷7期)

1946年：
- 《名理新探自序》 (武漢日報 1946年12月30日第10版)

1947年：
- 《修改學制爭議》 (教育新潮(安慶)1947年第2期)
- 《中國語文法新探要略》 (武漢日報 1947年4月7日第9版)
- 《玄怪新犀(哲學新著)》 (中國評論(南京)第1期)
- 《中國文章之菁華與壓卷作》 (中國評論 第3-4期)
- 《哲學的大賤賣與新估價》 (中國評論 第5期)

1948年：
- 《民主質疑》 (中國評論 第6期)
- 《道德與社會革命》 (中國評論 第8期)
- 《兵役爭議》 (中國評論 第9期)
- 《惠施公孫龍名理闡微》 (學原(南京)第2卷5期)